# Virgil Akins
Pour les articles homonymes, voir Akins.
Virgil Akins est un boxeur américain né le 10 mars 1928 et mort le 21 janvier 2011 à Saint Louis, Missouri.

## Carrière
Passé professionnel en 1948, il remporte le titre de champion du monde des poids welters laissé vacant par Carmen Basilio le 6 juin 1958 aux dépens de Vince Martinez par arrêt de l'arbitre au 4e round mais perd son titre aux points dès sa première défense contre Don Jordan le 5 décembre 1958. Battu également lors du combat revanche organisé l'année suivante, il met un terme à sa carrière en 1962 sur un bilan de 60 victoires, 31 défaites et 2 matchs nuls.

## Référence
1. ↑  (en) Virgil Akins sur boxerlist.com